# Cynodonichthys
Cynodonichthys is een geslacht van straalvinnige vissen uit de familie van de killivisjes (Rivulidae).

## Soorten
- Cynodonichthys birkhahni (Berkenkamp & Etzel, 1992)
- Cynodonichthys boehlkei (Huber & Fels, 1985)
- Cynodonichthys brunneus (Meek & Hildebrand, 1913)
- Cynodonichthys chucunaque (Breder, 1925)
- Cynodonichthys elegans (Steindachner, 1880)
- Cynodonichthys frommi (Berkenkamp & Etzel, 1993)
- Cynodonichthys fuscolineatus (Bussing, 1980)
- Cynodonichthys glaucus (Bussing, 1980)
- Cynodonichthys hildebrandi (Myers, 1927)
- Cynodonichthys isthmensis (Garman, 1895)
- Cynodonichthys kuelpmanni (Berkenkamp & Etzel, 1993)
- Cynodonichthys leucurus (Fowler, 1944)
- Cynodonichthys magdalenae (Eigenmann & Henn, 1916)
- Cynodonichthys monikae (Berkenkamp & Etzel, 1995)
- Cynodonichthys montium (Hildebrand, 1938)
- Cynodonichthys pacificus (Huber, 1992)
- Cynodonichthys rubripunctatus (Bussing, 1980)
- Cynodonichthys siegfriedi (Bussing, 1980)
- Cynodonichthys tenuis Meek, 1904
- Cynodonichthys uroflammeus (Bussing, 1980)
- Cynodonichthys villwocki (Berkenkamp & Etzel, 1997)
- Cynodonichthys wassmanni (Berkenkamp & Etzel, 1999)
- Cynodonichthys weberi (Huber, 1992)